# Automobiles Marcadier

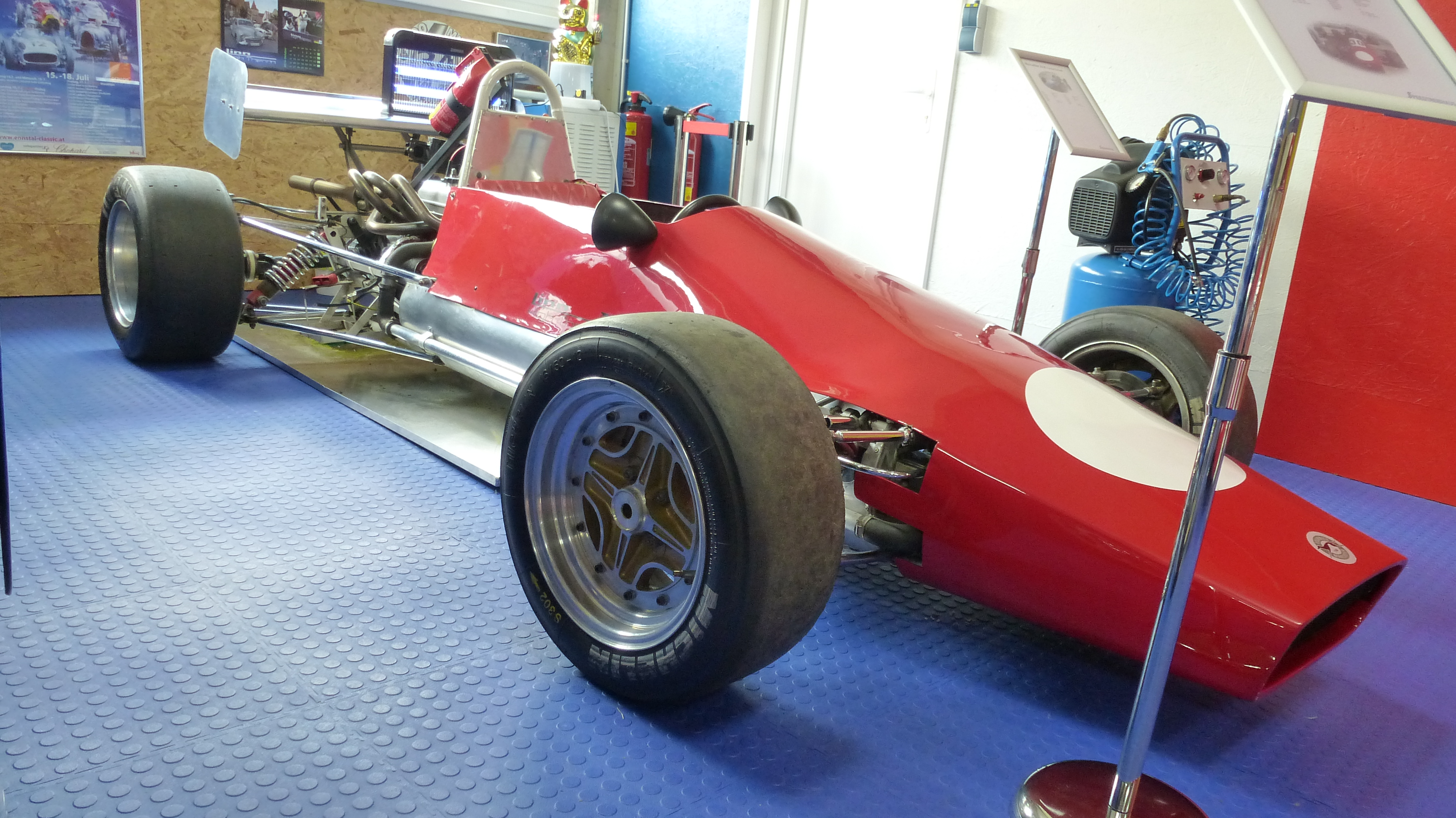
Marcadier Formel-Renault-Rennwagen

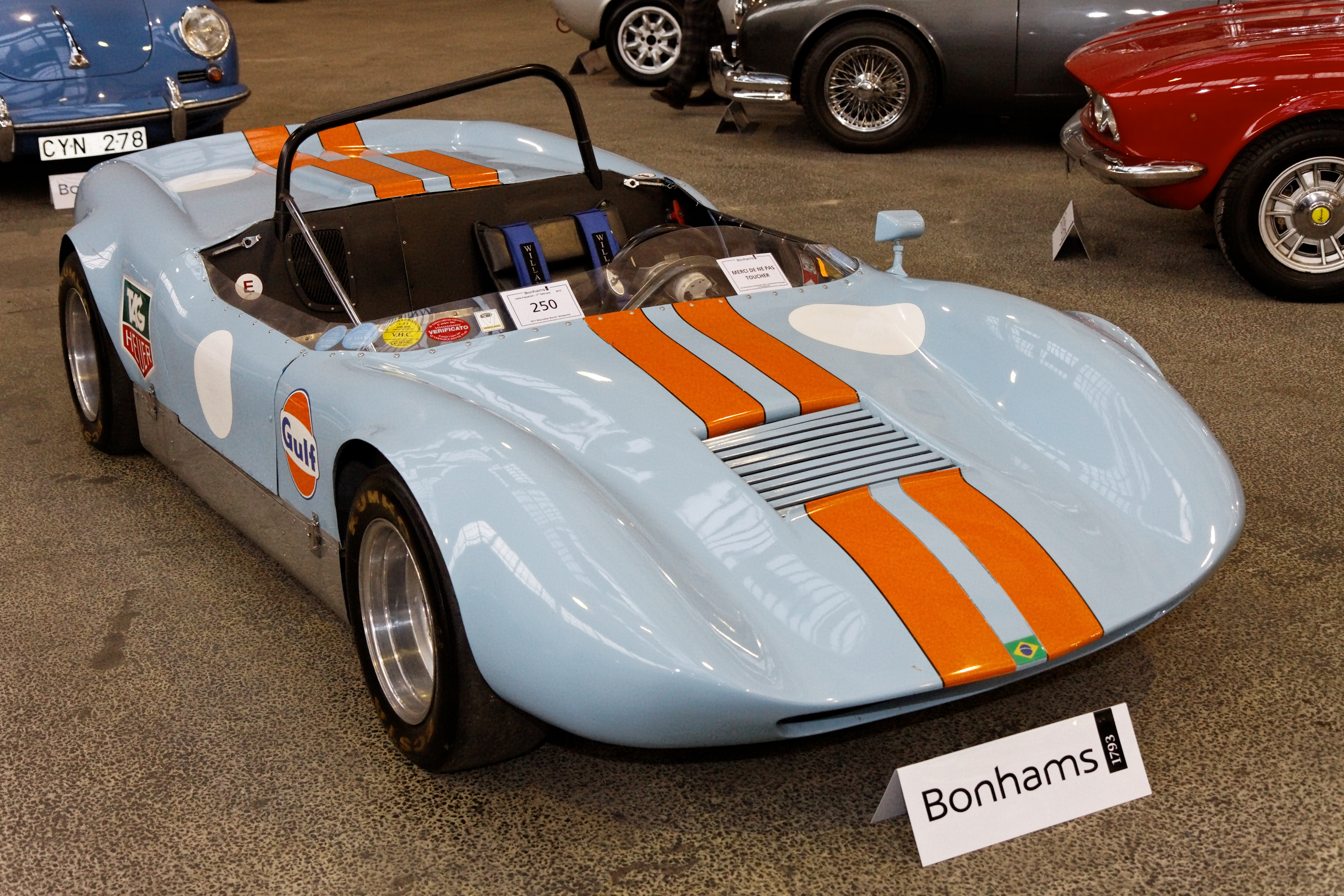
Marcadier Barquette von 1971

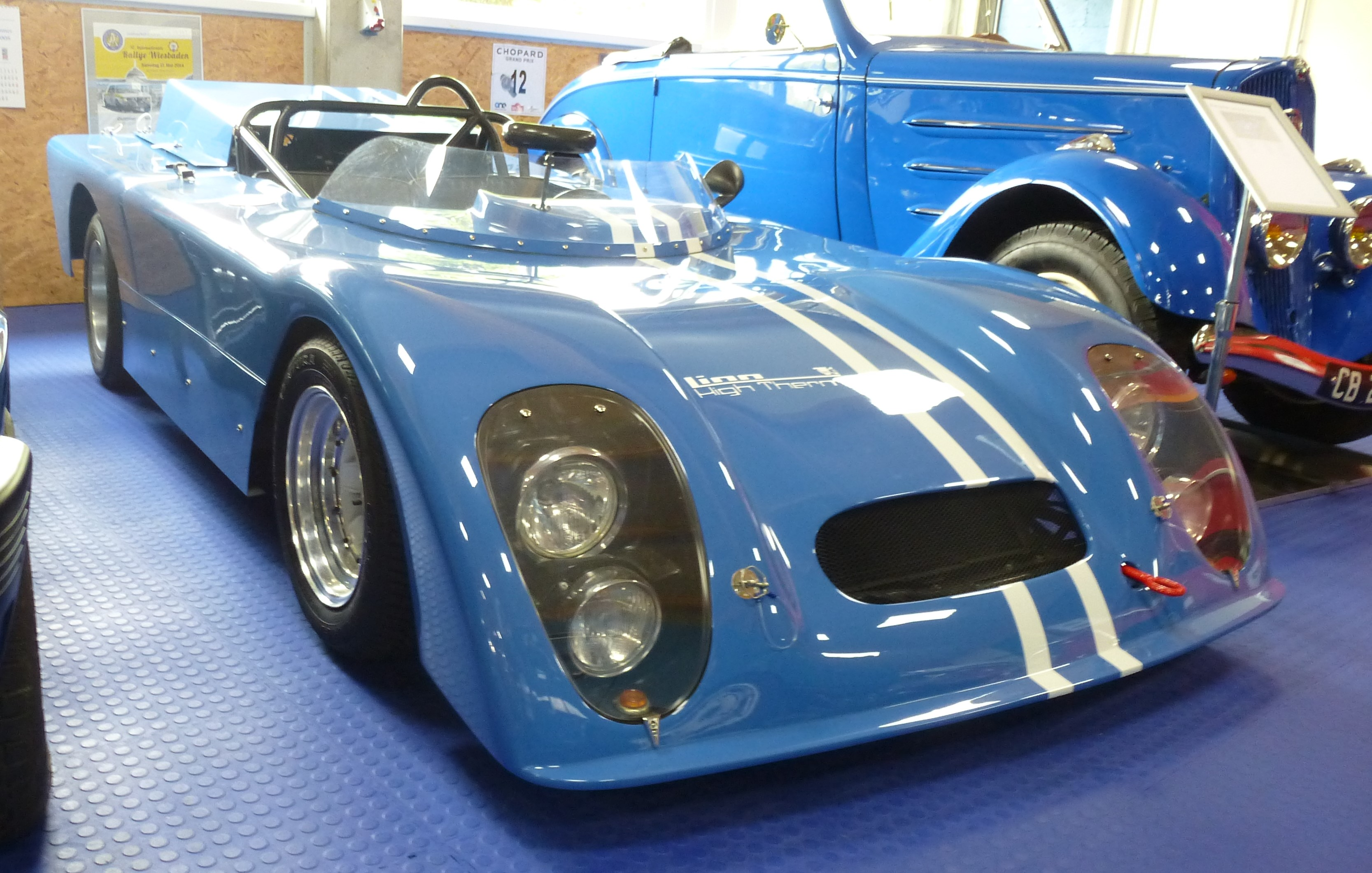
Marcadier Barquette

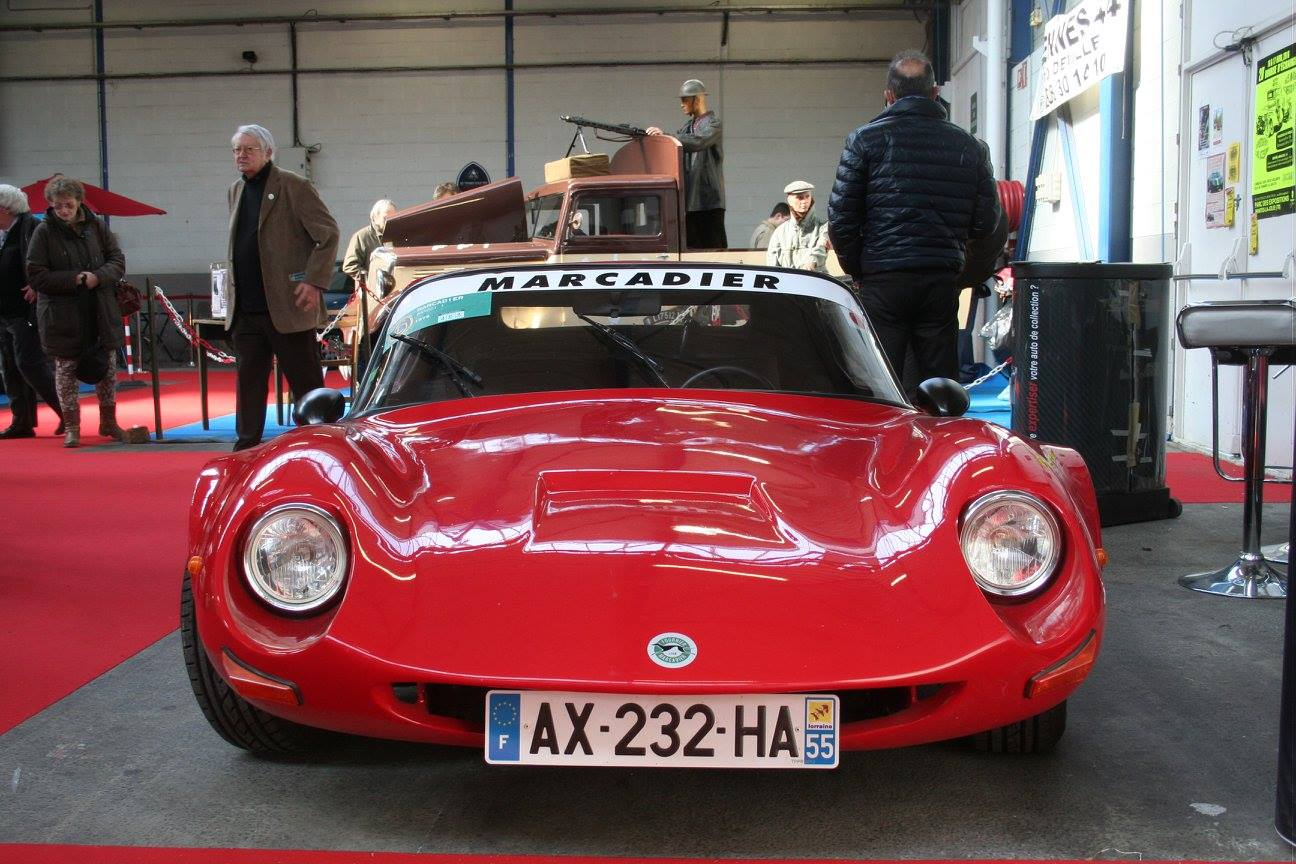
Marcadier Barzoi

Automobiles Marcadier war ein französischer Hersteller von Automobilen.

## Unternehmensgeschichte
Marcel Fournier und André Marcadier hatten gemeinsam das Unternehmen Fournier et Marcadier betrieben. Als Fournier aus dem Unternehmen ausschied, gründete Marcadier 1970 ein neues Unternehmen. Standort war Mions. Die Produktion von Renn- und Sportwagen wurde bis etwa 1983 fortgesetzt. Der Markenname lautete Marcadier. Die Fahrzeuge waren auch als Kit Car erhältlich. Danach entstanden noch bis etwa 1995 Nachbildungen klassischer Autos.

## Fahrzeuge
Das Unternehmen stellte anfangs Rennsportwagen und Coupés her, später auch Monoposto. Von 1973 bis 1974 entstanden Strandwagen. Ab 1987 stellte Marcadier Nachbauten her.

## Tabellarische Übersicht der einzelnen Modelle
| Fahrzeugart    | Modell                      | Bauzeit   | Kurzbeschreibung                                                                                                   | Anzahl Fahrzeuge |
| -------------- | --------------------------- | --------- | --- | ---------------- |
| Rennsportwagen | Barquette CAN-AM 1. Version | 1970–1971 | Rennwagen mit Polyesterkarosserie, Motor meist von Renault.                                                        | etwa 15          |
| Rennsportwagen | Barquette CAN-AM 2. Version | 1972–1975 | Rennwagen mit Polyesterkarosserie, Motor meist von Renault.                                                        | etwa 20          |
| Rennsportwagen | Barquette AM K              | 1973–1977 | Rennwagen, Motor von Renault.                                                                                      | etwa 60          |
| Rennsportwagen | Barquette Coupe de l’Avenir | 1975–1981 | Rennwagen für Rundstreckenrennen, Motor von Simca.                                                                 | etwa 30          |
| Rennsportwagen | Barquette AM 78             | 1978–1980 | Rennwagen, Motor meist von Renault.                                                                                | 5                |
| Monoposto      | Monoplace Formule Renault   | 1974–1977 | Rennwagen, Motor vom Renault 12 Gordini.                                                                           | 5                |
| Monoposto      | Monoplace Formule 2         | 1979      | Bergrennwagen für Roger Rivoire, Motor von Ford.                                                                   | 1                |
| Coupé          | Barzoi                      | 1970–1976 | Coupé mit Flügeltüren. Anfangs Mittelmotor, ab 1972 Heckmotor. Anfangs Motor von Renault, ab 1976 Motor von Simca. | etwa 190         |
| Coupé          | Barzoi 2                    | 1977–1983 | Coupé mit Flügeltüren, Motor vom Simca 1000 Rallye.                                                                | etwa 50          |
| Strandwagen    | Bamby                       | 1973–1974 | Strandwagen auf Basis Renault 4.                                                                                   | etwa 20          |
| Strandwagen    | Savane                      | 1973–1974 | Strandwagen auf Basis Renault 6.                                                                                   | etwa 20          |
| Nachbildung    | Seven                       | 1987–1991 | Nachbau des Lotus Seven, Motor meist von Fiat.                                                                     | etwa 50          |
| Nachbildung    | GT 40                       | etwa 1990 | Nachbau des Ford GT 40, Motor vom Renault 25.                                                                      | etwa 30          |
| Nachbildung    | AC Cobra                    | etwa 1990 | Nachbau des AC Cobra, Motor vom Peugeot 604.                                                                       | etwa 12          |
| Nachbildung    | RS 550                      | etwa 1995 | Nachbau des Porsche 550, Motor vom Citroën GS.                                                                     | etwa 12          |